# エイシン
株式会社エイシン（EISHIN Co.,Ltd. ）は、自動車整備用機械及び工具類の販売メーカー。ブランドが「ES-POWER」で、子会社のAEGLが商品の物流事業を担い、一般小売り販売をツール王国（インターネットやカタログを媒体に通信販売も手掛けていた）で、最盛期に全国20店舗で展開していた。

## 概要
- 工具業界では、後発組ながらインターネットやカタログを媒体に顧客数を拡大させていた。
- 創業当時は、自動車整備工場や自動車ディーラー向けに自動車関連製品の販売としてスタート。
- 主に取り扱うのは、研磨切削用品、ボルト類、溶接機器、板金工具等の機械工具、安全用品や作業服類、各油脂類他の自動車消耗品。
- 後年には、取扱品目も多岐に亘りオフィス家具用品等、約6000アイテムまでに取り扱いを拡げた。
- 年2回のカタログ発行では、前期末時点の顧客数が15万件を突破していた。
- 自社ブランド「ES POWER」では、中国より輸入製品を中心とした商品展開をしていた。

## 沿革
- 1995年（平成7年）4月　エイシンを創立。
- 1996年（平成8年）10月　法人へ改組した。
- 2008年（平成20年）3月　事業停止し自己破産を申請。

## 拠点
- 本社・コールセンター - 大阪府大阪市北区
- 物流センター　-　大阪市

## 倒産
- 関連会社のツール王国を通じた全国店舗販売への進出等の大規模な設備投資(約1万㎡の物流センターとコールセンターの開設)に伴って金融債務が大幅に増加した。
- 事業展開に伴い、取り扱いアイテム数の拡大に伴う在庫資金で資金需要が増す一方で、不良在庫の発生を余儀なくされた為、財務内容は急激に悪化していた。
- また、ITを利用した在庫管理システムの導入や低価格販売で立て直しを図っていたが奏功せなかった。先行きを見通せず経営難に陥った。
- 関連企業も自己破産の措置を取り、負債総額がエイシンが80億円、ツール王国が15億円、AEGLが2億円と、3社総額で97億円が見込まれた。